# Roncio
Roncio (IPA: /ˈronʧo/, Rónc in solandro) è una frazione del comune di Mezzana in Val di Sole, Trentino.

## Storia
Il nucleo abitato è attestato a partire dal 1292 come Runtio.

## Monumenti e luoghi d'interesse

### Architetture religiose
- Chiesa di San Romedio Eremita, costruita nel 1591.[4][5]